# Arbeitsgruppe Menschenrechte COHOM
Die Arbeitsgruppe Menschenrechte COHOM wurde 1987 vom Rat der Europäischen Union gegründet. Sie ist für Menschenrechtsfragen in den Europäischen Auswärtigen Beziehungen zuständig. COHOM setzt sich aus Menschenrechtsexperten der Mitgliedstaaten sowie der Europäischen Kommission zusammen und wird von Engelbert Theuermann, dem ständigen COHOM Vorsitzenden, geleitet. Bei den regelmäßigen Treffen der Arbeitsgruppe stehen Themen zu verschiedenen Aspekten der Europäischen Menschenrechtspolitik im internationalen Bereich und dringende bedenkliche Menschenrechtssituationen auf der Tagesordnung. Außerdem setzt sich COHOM für die Einbeziehung von Menschenrechtsfragen in die Agenda der Treffen von Vertretern der EU mit Drittstaaten ein.
Vor diesem Hintergrund wurde auch das außenpolitische Instrument des Menschenrechtsdialogs eingeführt. Die COHOM-Gruppe ist für die Erörterung und Bewertung der Menschenrechtslage in dem betreffenden Land und die Bestimmung der konkreten Ziele zuständig und fasst auf dieser Grundlage den Beschluss, einen Menschenrechtsdialog herbeizuführen, welcher final im Rat für Auswärtige Angelegenheiten entschieden wird.